# Palazzo Adorni Braccesi
Palazzo Adorni-Braccesi si trova a Firenze in via de' Rondinelli 1, separato dalla stretta via del Trebbio da palazzo Antinori.
Il palazzo risale al Quattrocento e presenta sulla cantonata lo stemma dei conti Adorni. Nel XIX secolo gli Adorni Braccesi lo fecero rimaneggiare notevolmente.
La facciata è caratterizzata da quattro ordini. Al pian terreno presenta un solido bugnato di tipo rustico (sporgente), al di sopra di uno zoccolo liscio, con tre portali a tutto sesto, incorniciati da grosse bozze di pietra disposte "a diamante". Oltre la cornice marcapiano si trova la prima fila di finestre con architrave. Il secondo piano ha un fregio dipinto a graffito tra il marcapiano e il marcadavanzale, con cinque finestre analoghe a quelle del primo piano. L'ultimo piano ha un fregio alla base più semplice, aperture prive di cornice e un fregio superiore con palmette ed elementi vegetali. Corona il tutto un cornicione sottogronda, con mensole scolpite. Ai lati gli spigoli sono evidenziati dal bugnato liscio leggermente sporgente. 

## Altre immagini

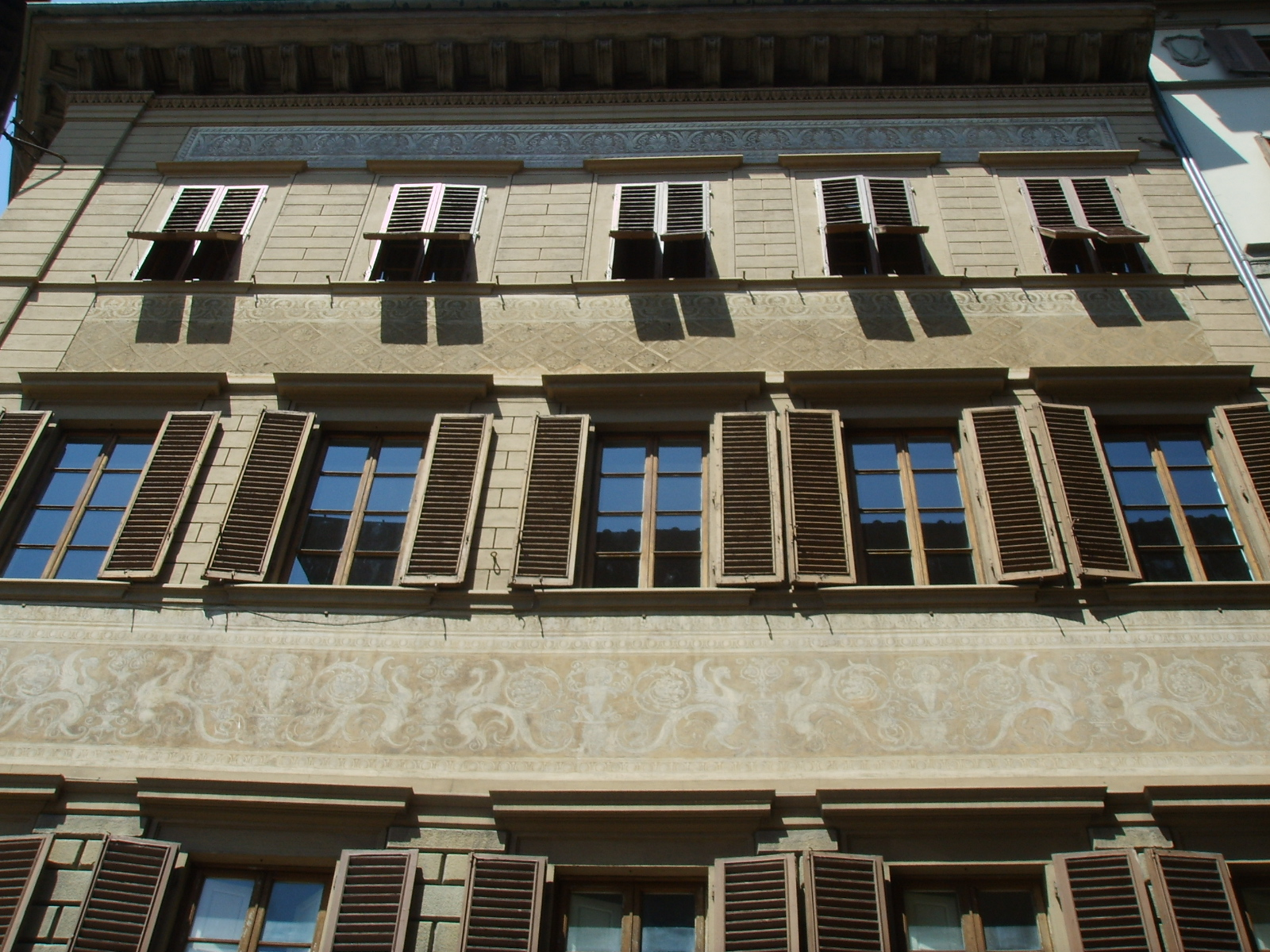
I graffiti sulla facciata
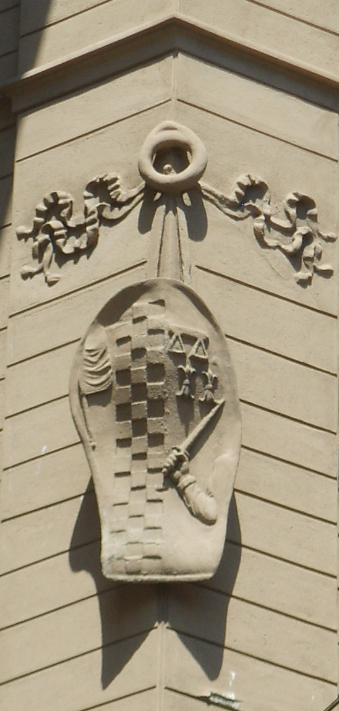
Lo stemma
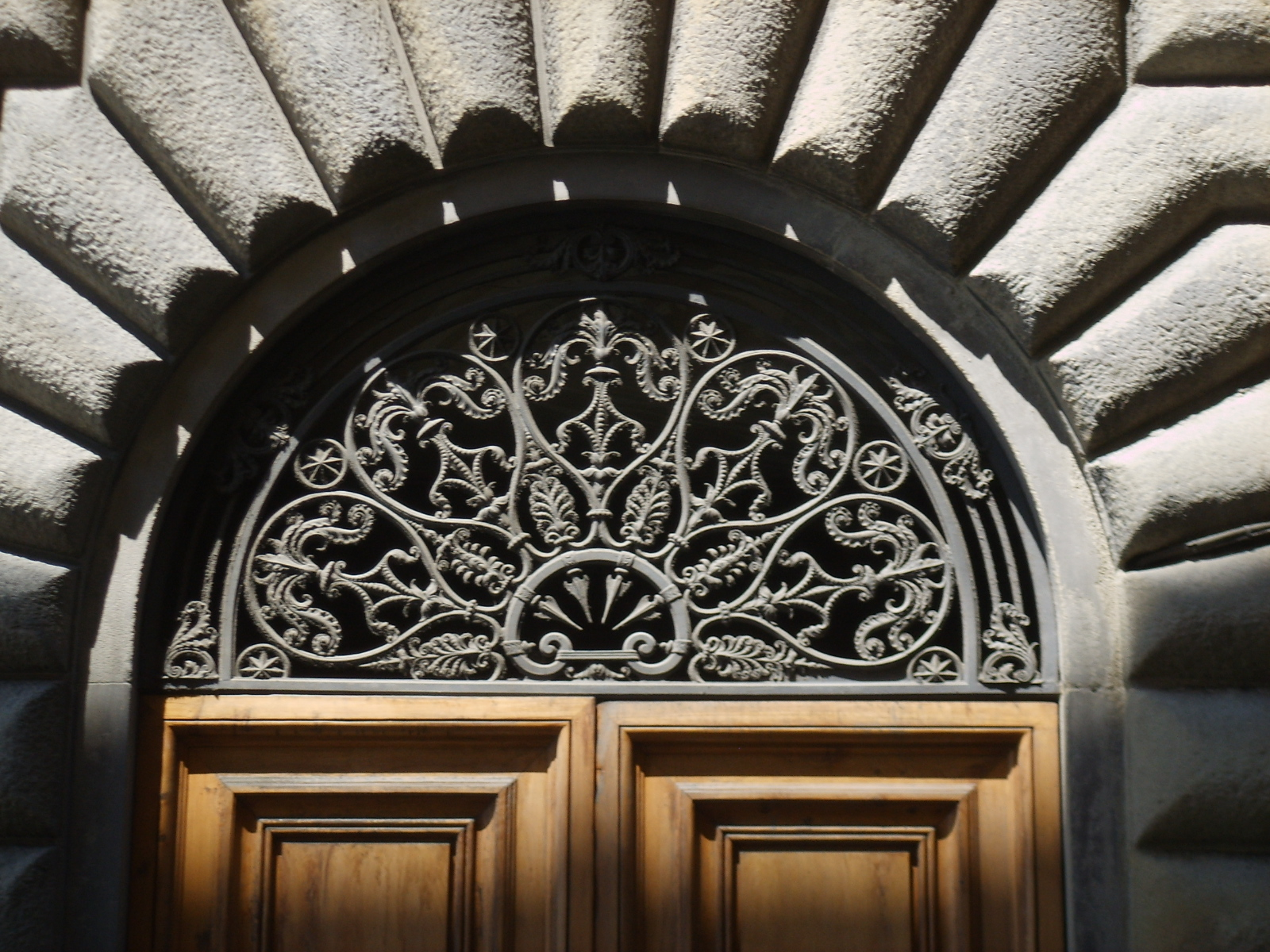
Lunetta in ferro battuto di un portale